# Улица Украинских Героев (Прага)
Улица Украинских Героев (чеш. Ulice Ukrajinských hrdinů) — улица в Праге, в районе Прага 6. На этой улице расположены Посольство Российской Федерации и Посольство Королевства Саудовская Аравия. Улица простирается от площади Бориса Немцова до моста имени Виталия Скакуна.
Улицу назвали в честь украинских героев, участвующих в российско-украинской войне. Раньше это была часть улицы Коруновичной (чеш. Korunovační), длина которой уменьшилась. Переименование в этой части улицы было преднамеренным именно из-за размещения здесь российского посольства. Недалеко от него находится ранее безымянный мост через железную дорогу (на улице Коруновичной), названный в честь Виталия Скакуна, который 24 февраля 2022 года ценой своей жизни взорвал автомобильный мост Геническ — Арабатская Стрелка, чтобы воспрепятствовать продвижению российских войск.
Торжественное переименование произошло 22 апреля 2022.